# Jules Henri Fayol
Jules Henri Fayol (Istambul, 29 de julho de 1841 — Paris, 19 de novembro de 1925) foi um engenheiro de minas francês, formado pela Ecole des Mines de Saint-Etienne e um dos teóricos clássicos da ciência da administração, sendo o fundador da teoria clássica da administração e autor de Administração Industrial e Geral (título original: Administration Industrielle et Générale - Prévoyance, Organisation, Commandement, Ccoordination, Contrôle), editado em 1916. Para o português, traduzimos essas funções da Administração como: prever, organizar, comandar, coordenar e controlar. Considerado um dos principais nomes da Administração, criou a teoria do processo administrativo e foi o responsável por propor o chamado ciclo PODC (Planejar, Organizar, Direcionar e Controlar).

## Vida
Fayol nasceu em 1841 em um subúrbio de Istambul, Império Otomano. Seu pai era engenheiro e trabalhava como superintendente das obras da ponte de Gálata. A família voltou para a França em 1847, onde Fayol se formou em mineração na Escola Nacional Superior de Minas de Saint-Étienne, em 1860.
Criou o Centro de Estudos Administrativos, onde se reuniam semanalmente pessoas interessadas na administração de negócios comerciais, industriais e governamentais, contribuindo para a difusão das doutrinas administrativas. Entre seus seguidores estavam Luther Guilick, James D. Mooney, Oliver Sheldon e Lyndal F. Urwick.
Também direcionou seu trabalho para a empresa como um todo, ou seja, procurando cuidar da empresa de cima para baixo, ao contrário das ideias adotadas por Taylor e Ford.
Juntamente com Taylor e Ford são considerados os pioneiros da administração. Sua visão, diferentemente de Taylor (trabalhador) e Ford (dono), foi a de um Gerente ou Diretor.
Em 1888, aos 47 anos, assumiu a direção geral da mineradora de carvão francesa Commentry-Fourchambault-Decazeville, em falência. Restabeleceu a saúde econômica-financeira da companhia.
Após 58 anos de estudos, pesquisa e observação reuniu suas teorias na obra Administração Industrial Geral (Administration Industrielle et Generale), em 1916. Só foi traduzida para o inglês em 1930.
Fayol sempre afirmava que seu êxito se devia não só às suas qualidades pessoais, mas aos métodos que empregava.

## Pesquisas
Henri Fayol foi um dos principais contribuintes para o desenvolvimento do conhecimento administrativo moderno.  Uma das contribuições da teoria criada e divulgada por ele foi o desenvolvimento da abordagem conhecida como Gestão Administrativa ou processo administrativo, onde pela primeira vez falou-se em administração como disciplina e profissão, que por sua vez, poderia ser ensinada através de uma Teoria Geral da Administração.
Outra contribuição da teoria de Fayol é a identificação das principais funções da Humanidade que são: Planejar, Organizar, Comandar, Coordenar e Controlar (POCCC ou POC³).
Segundo Fayol a Fazenda é uma função fictícia das outras funções, como finanças, produção e distribuição, e o trabalho do gerente está distinto das operações técnicas das empresas. Com essa distinção Fayol contribuiu para que se torne mais nítido o papel dos executivos. Identificou quatorze princípios que devem ser seguidos para que a Administração seja eficaz. Esses princípios se tornaram uma espécie de prescrição administrativa universal, que segundo Fayol devem ser aplicadas de modo flexível. Os quatorze princípios são:
1. Divisão do Trabalho: dividir o trabalho em tarefas especializadas e destinar responsabilidades a indivíduos específicos;
2. Autoridade e Responsabilidade: a autoridade sendo o poder de dar ordens e no poder de se fazer obedecer. Estatutária (normas legais) e Pessoal (projeção das qualidades do chefe). Responsabilidade resumindo na obrigação de prestar contas, ambas sendo delegadas mutuamente;
3. Disciplina: tornar as expectativas claras e punir as violações;
4. Unidade de Comando: cada agente, para cada ação só deve receber ordens (ou seja, se reportar) a um único chefe/gerente;
5. Unidade de Direção: os esforços dos empregados devem centrar-se no atingimento dos objetivos organizacionais;
6. Subordinação: prevalência dos interesses gerais da organização;
7. Remuneração do pessoal: sistematicamente recompensar os esforços que sustentam a direção da organização. Deve ser justa, evitando-se a exploração;
8. Centralização: um único núcleo de comando centralizado, atuando de forma similar ao cérebro, que comanda o organismo. Considera que centralizar é aumentar a importância da carga de trabalho do chefe e que descentralizar é distribuir de forma mais homogênea as atribuições e tarefas;
9. Hierarquia: cadeia de comando (cadeia escalar). Também recomendava uma comunicação horizontal, embrião do mecanismo de coordenação;
10. Ordem: ordenar as tarefas e os materiais para que possam auxiliar a direção da organização;
11. Equidade: disciplina e ordem justas melhoram o comportamento dos empregados;
12. Estabilidade do Pessoal: promover a lealdade e a longevidade do empregado. Segurança no emprego, as organizações  devem buscar reter seus funcionários, evitando o prejuízo/custos  decorrente de novos processos de seleção, treinamento e adaptações;
13. Iniciativa: estimular em seus liderados a inciativa para solução dos problemas que se apresentem. Cita Fayol: "o chefe deve saber sacrificar algumas vezes o seu amor próprio, para dar satisfações desta natureza a seus subordinados";
14. Espírito de Equipe (União): cultiva o espírito de corpo, a harmonia e o entendimento entre os membros de uma organização.  Consciência da identidade de objetivos e esforços. Destinos interligados.

### Funções do administrador
Henry Fayol atribuiu cinco funções ao administrador dentro de uma estrutura organizacional, chamadas de POCCC:
1. Prever e planejar (prévoir - visualizar o futuro e traçar o programa de ação)
2. Organizar (organiser - constituir o duplo organismo material e social da empresa)
3. Comandar (commander - dirigir e orientar a organização)
4. Coordenar (coordonner - unir e harmonizar os atos e esforços coletivos)
5. Controlar (contrôler - verificar se as normas e regras estabelecidas estão sendo seguidas)

Tais ações conduziriam a uma administração eficaz das atividades da organização.
Posteriormente, durante a chamada Escola Neoclássica, as funções de Comando e Coordenação foram reunidas sob o nome de Direção, passando as iniciais para PODC: Planejar, Organizar, Dirigir e Controlar. E ainda - durante a vigência da abordagem da Qualidade Total - Planejar, Organizar, Executar e Avaliar, assim passando as iniciais para POEA.

## Fayol x Autores contemporâneos
|                                                         | Fayol | Autores |
| ------------------------------------------------------- | --- | --- |
| Especialização do Trabalho                              | “Produzir mais e melhor com o mesmo esforço.” | “Nem obsoleta nem fonte inesgotável de aumento de produtividade.” Robbins                                                                               |
| Autoridade e Responsabilidade                           | “Equilíbrio entre ambas é condição essencial de uma boa administração.”                                                                          | “Adoção de posturas mais participativas e de valorização humana.” Matos                                                                                 |
| Disciplina                                              | “Consiste na obediência e assiduidade conforme convenções estabelecidas.”                                                                        | “O desejável é a negociação dos parâmetros de comportamento.” Chiavenato                                                                                |
| Unidade de Comando                                      | “Um agente deve receber ordens somente de um chefe."                                                                                             | “Criação de novos desenhos industriais que incluem chefes múltiplos.” Robbins                                                                           |
| Unidade de Direção                                      | “Um só chefe e um só programa para um conjunto de operações que visam o mesmo objetivo.”                                                         | “A organização deve se mover toda à direção de um objetivo comum mas possuem mais de um.” Robbins                                                       |
| Subordinação do Interesse Individual ao Interesse Geral | “O interesse de um agente ou de um grupo de agentes não deve prevalecer sobre o interesse da empresa.”                                           | O indivíduo precisa atingir os objetivos da empresa e satisfazer às suas necessidades para sobreviver no sistema.” Barnard                              |
| Remuneração do Pessoal                                  | “Deve ser equitativa e, tanto quanto possível satisfazer ao mesmo tempo ao pessoal e à empresa.”                                                 | “Boa parte da riqueza gerada pela organização passa aos empregados sob a forma de salário.”                                                             |
| Centralização                                           | “É a diminuição do papel do subordinado.” | Houve significativa tendência rumo à descentralização.” Robbins                                                                                         |
| Hierarquia                                              | “Constitui a série dos chefes que vai da autoridade superior aos agentes inferiores.”                                                            | “Em condições de grande incerteza, a hierarquia geralmente se torna mais eficiente.” Robbins                                                            |
| Equidade                                                | “Para que o pessoal seja estimulado a empregar toda a boa vontade e o devotamento de que é capaz é preciso que sejam tratados com benevolência.” | Quando há ausência de equidade, o funcionário experimenta um sentimento de injustiça e insatisfação.” Chiavenato.                                       |
| Iniciativa                                              | “Conceber um plano e assegurar-lhe o sucesso é uma das mais vivas satisfações que o homem inteligente pode experimentar.”                        | “A maioria das organizações está deixando a cargo dos funcionários as tomadas de decisões anteriormente tomadas exclusivamente pelos gerentes.” Robbins |

## Obras
- Fayol, Henri (1900), Bassins houillers de Commentry et de Decazeville, excursion sous la conduite de M. H. Fayol (in French), Paris, OCLC 457845504
- Fayol, Henri (1916), Administration industrielle et générale; prévoyance, organisation, commandement, coordination, controle (in French), Paris, H. Dunod et E. Pinat, OCLC 40204128
- Fayol, Henri (1918), Notice sur les travaux scientifiques et techniques (in French), Gauthier, OCLC 40327621
- Fayol, Henri (1921), L'Incapacité industrielle de l'État: Les P. T. T (in French), Paris Dunod, OCLC 162901547
- Fayol, Henri 1923. La réforme administrative des PTT, tiré à part, Dunod, 1923, OCLC 165762144

Ideias importantes da obra "Administração Industrial e Geral": O autor busca interpretar as funções e obrigações de um administrador perante a sociedade que nos rodeia. Ele diz que a administração é de suma importância e deveria estar no plano de ensino de faculdades como a de engenharia civil. Fayol também mostra a divisão do trabalho e a divisão de funções mostrando a importância do administrador. O autor também busca criticar a metodologia de certas faculdades mostrando que isso interfere no sistema organizacional do mundo.[carece de fontes?]
Fayol também criticava o excesso do estudo da matemática nas engenharias dizendo que a escrita é mais importante. Ele também afirma que o ensino técnico tem muito mais valor do que o ensino primário já que ele é profissionalizante. Henri Fayol mostra que várias coisas ensinadas no ensino superior são obsoletas e o plano de ensino deveria ser mudado. Na obra "Administração Industrial e Geral" ele mostra como o engenheiro deve se portar em seu ambiente de trabalho. Os conceitos abordados na obra nos remetem a acontecimentos contemporâneos ao século XIX.[carece de fontes?]